# Eurovision Young Dancers 1991
Der 4. Eurovision Young Dancers fand am 5. Juni 1991 im Stadttheater Helsinki, in Helsinki in Finnland statt. Ausrichter war Yleisradio, welches erstmals mit der Austragung eines Eurovision-Events beauftragt wurde.
Siegerin wurde die spanische Tänzerin Amaya Iglesias mit ihrem Variationstanz La Grisi. Es war bereits das zweite Mal nach 1985, dass Spanien den Wettbewerb gewinnen konnte. Platz 2 ging an den französischen Tänzer Emmanuel Thibault. Platz 3 hingegen belegte der dänische Tänzer Johan Kobborg.

## Austragungsort
Als Austragungsort wählte das Yleisradio das Stadttheater Helsinki in Helsinki aus. Es war das erste Mal, dass Finnland einen EYD austrug. Ebenfalls war es das erste Eurovision-Event, welches von Yleisradio organisiert und ausgerichtet wurde.

## Format
Auftreten konnten Tänzer zwischen 16 und 21 Jahren. Es konnten allerdings lediglich Solotänzer oder Paare antreten. Allerdings veränderte sich das Format im Gegensatz zu 1989. Es gab zwar erneut ein Halbfinale, da die Teilnehmeranzahl ansonsten den zeitlichen Rahmen sprengen würde. Dort traten alle 15 Teilnehmer gegeneinander an, wovon sich allerdings lediglich acht für das Finale qualifizierten. Es gab auch weiterhin eine professionelle Jury, allerdings vergab diese wieder, wie bereits 1985 und 1987, Platz 1 bis 3. Vorsitzender der Jury war der finnische Tänzer und Choreograf Jorma Uotinen. Die weiteren Jurymitglieder waren folgende:
- Josette Amiel
- Frank Andersen
- Gigi Gheorghe Caciuleanu
- Peter Van Dyk
- André-Philippe Hersin
- Heinz Spoerli
- Gösta Svalberg
- Víctor Ullate

### Moderation
Als Moderatoren fungierten die finnische Tänzerin und Schauspielerin Taina Elg und der finnische Moderator Heikki Värtsi.

## Teilnehmer

Länder, die 1991 teilgenommen haben
Länder, die bereits im Halbfinale ausgeschieden sind
Länder, die in der Vergangenheit teilgenommen haben, jedoch nicht 1991

Insgesamt 15 Länder nahmen am vierten Eurovision Young Dancers teil, womit zwei Länder weniger als noch 1989 teilnahmen. Schließlich zogen sich Kanada, Österreich und das Vereinigte Königreich vom Wettbewerb zurück. Bulgarien nahm dagegen erstmals an einem Eurovision-Event teil.

### Wiederkehrende Teilnehmer
Die zypriotische Teilnehmerin Hélène O’Keefe nahm bereits 1989 beim Debüt Zyperns teil. Damit ist sie die erste Teilnehmerin im Wettbewerb, die mehr als ein Mal teilnahm. Allerdings erreichte sie 1989 nicht das Finale der Veranstaltung.
| Land   | Teilnehmer     | Vorheriges Teilnahmejahr |
| ------ | -------------- | ------------------------ |
| Zypern | Hélène O’Keefe | 1989                     |

## Halbfinale
1991 fand ein Halbfinale statt, über dem allerdings nicht viel bekannt ist. Folgende Länder schieden bereits im Halbfinale aus:
| Land                 | Teilnehmer                            | Tanz Choreografie (C)                                           |
| -------------------- | ------------------------------------- | --------------------------------------------------------------- |
| Belgien              | Vanessa Eertmans                      | Concerto for Harpsichord & Strings in D minor C: D. Sonnenbluck |
| Finnland (Gastgeber) | Titta-Tuulia Karhunen & Pasi Sinisalo | Le Corsaire C: M. Petipa                                        |
| Italien              | Alen Bottaini                         | Grand pas classique C: V. Gsovsky                               |
| Jugoslawien          | Ana Pavlovic                          | Coppelia C: K. Damjanov                                         |
| Norwegen             | Ingrid Trøite Lorentzen               | Don Quixote C: M. Petipa                                        |
| Portugal             | Sonia Lima                            | Don Quixote C: M. Petipa                                        |
| Zypern               | Hélène O’Keefe                        | Glorianna, Hymne à la femme C: N. Mújaszí                       |

## Finale
Acht Länder traten jeweils gegeneinander an. Lediglich die ersten drei Plätze wurden bekanntgegeben.
| Platz | Land        | Teilnehmer         | Tanz Choreografie (C)               |
| ----- | ----------- | ------------------ | ----------------------------------- |
| 1.    | Spanien     | Amaya Iglesias     | La Grisi (Variation) C: L. de Ávila |
| 2.    | Frankreich  | Emmanuel Thibault  | La Sylphide C: F. Taglioni          |
| 3.    | Dänemark    | Johan Kobborg      | La Sylphide C: A. Bournonville      |
| –     | Bulgarien   | Diliana Nikiforova | The Sleeping Beauty C: M. Petipa    |
| –     | Deutschland | Celia Volk         | Le Corsaire C: M. Petipa            |
| –     | Niederlande | Boris de Leeuw     | Prelude to a Kiss C: P. de Ruiter   |
| –     | Schweden    | Kim Saveus         | Le Corsaire C: M. Petipa            |
| –     | Schweiz     | Sarah Locher       | The Sleeping Beauty C: M. Petipa    |

## Übertragung
Insgesamt 17 Fernsehanstalten übertrugen die Veranstaltung:
| Land                      | Sender              |
| Teilnehmende Länder       | Teilnehmende Länder |
| ------------------------- | ------------------- |
| Belgien                   | RTBF                |
| Bulgarien                 | BNT                 |
| Dänemark                  | DR                  |
| Deutschland               | ZDF                 |
| Finnland                  | YLE                 |
| Frankreich                | France 3            |
| Italien                   | RAI                 |
| Jugoslawien               | JRT                 |
| Niederlande               | NOS                 |
| Norwegen                  | NRK                 |
| Portugal                  | RTP                 |
| Schweden                  | SVT1                |
| Schweiz                   | SRG SSR             |
| Spanien                   | RTVE                |
| Zypern                    | CyBC                |
| Nicht teilnehmende Länder |                     |
| Kanada                    | CBC                 |
| Österreich                | ORF                 |